# Liste der 1933 verbrannten Bücher

Flugblatt vom April 1933 mit dem Aufruf, private Bibliotheken von „undeutschem Schrifttum“ zu reinigen

Zwischen 10. Mai und 21. Juni 1933 wurden im Zuge der von der nationalsozialistischen Deutschen Studentenschaft organisierten Aktion „Wider den undeutschen Geist“ an vielen Orten in Deutschland öffentliche Bücherverbrennungen durchgeführt. Grundlage für die Auswahl der zu verbrennenden Werke bildeten so genannte „Schwarze Listen“ des Bibliothekars Wolfgang Herrmann, nach denen Studenten und andere Hochschulangehörige „verbrennungswürdige“ Literatur in Universitätsbibliotheken, Leihbüchereien und Buchhandlungen für die Verbrennungen aussonderten (siehe auch: Liste verbotener Autoren während der Zeit des Nationalsozialismus).

## Schwarze Listen

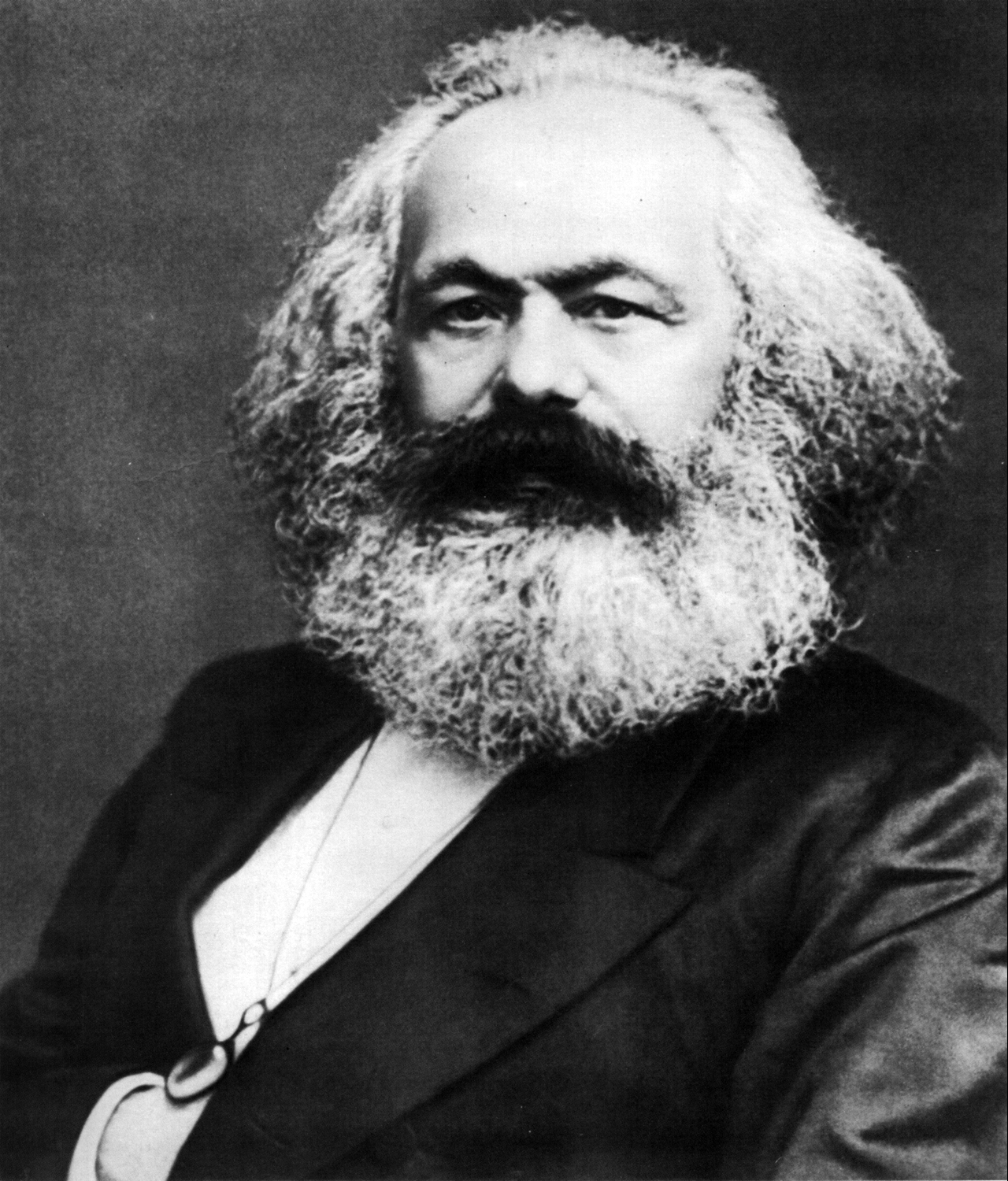
Karl Marx

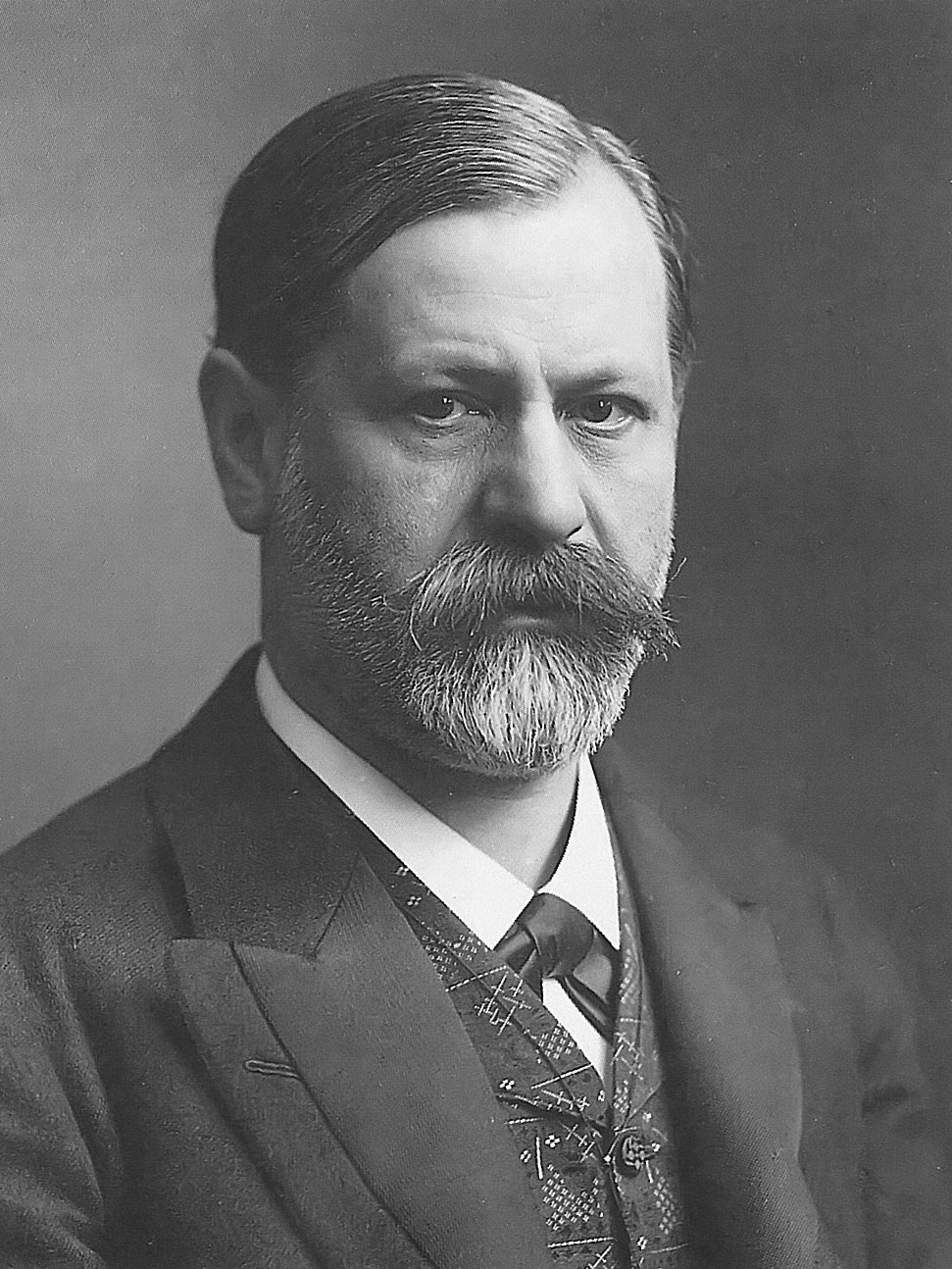
Sigmund Freud

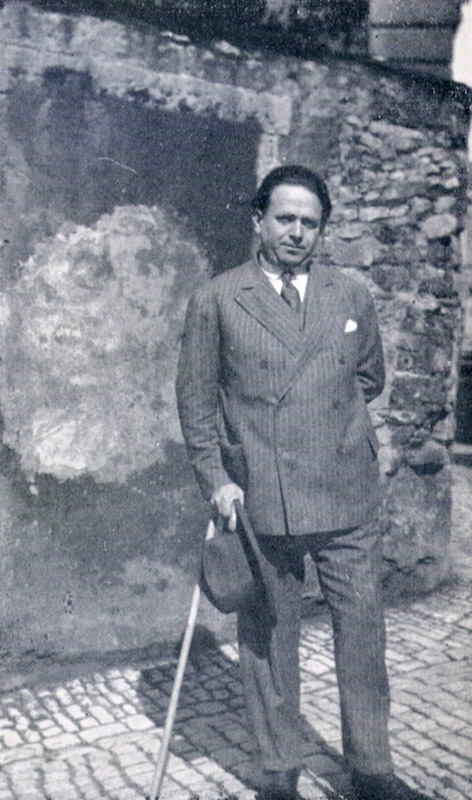
Kurt Tucholsky, 1928

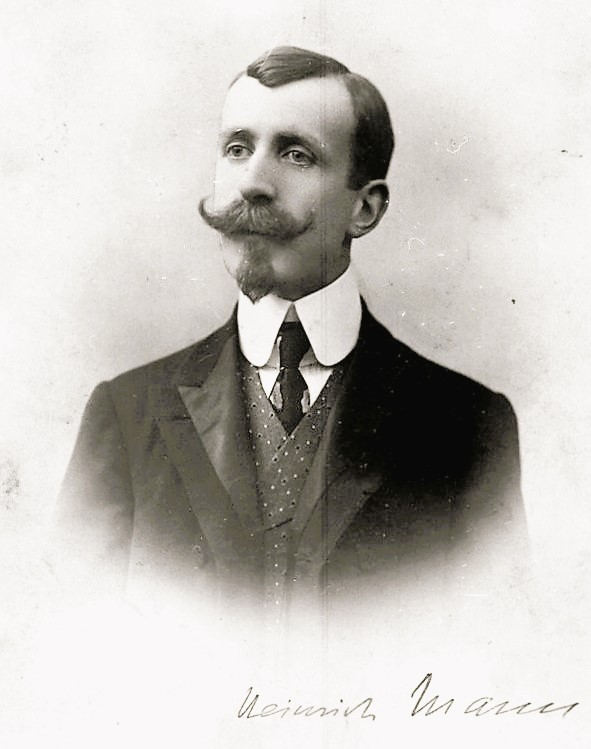
Heinrich Mann

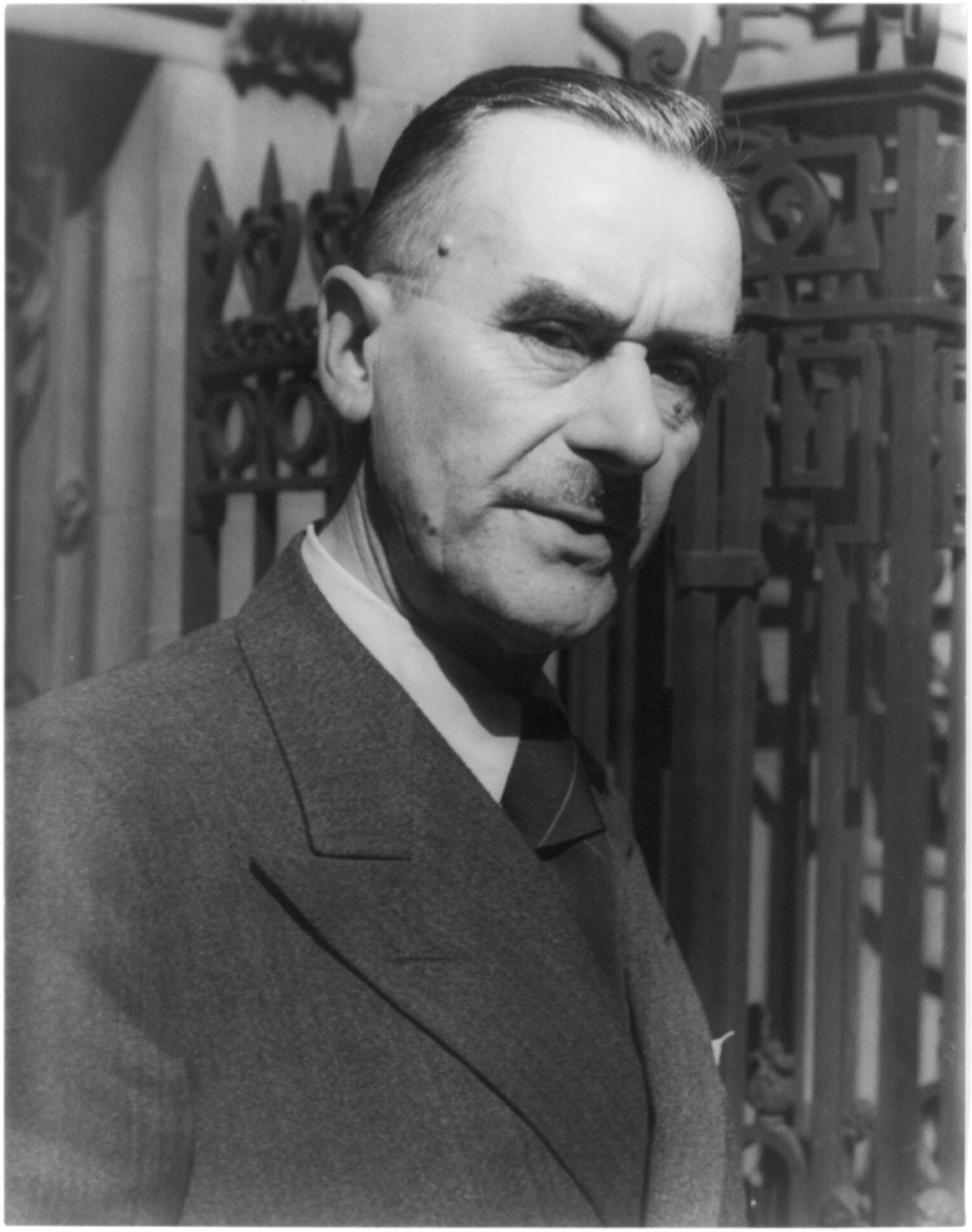
Thomas Mann, 1937

Der Berliner Bibliothekar Wolfgang Herrmann hatte bereits seit einigen Jahren an einem Verzeichnis auszusondernder Schriften gearbeitet. An ihn wandte sich die Deutsche Studentenschaft mit der Bitte um „Schwarze Listen“, die bei der „Aktion wider den undeutschen Geist“ die Grundlage der „Säuberungen“ bilden sollten. Bereits am 26. März 1933 erschien eine erste „Liste verbrennungswürdiger Bücher“ in der „Berliner Nachtausgabe“. Anfang April 1933 trat in Berlin ein „Ausschuss zur Neuordnung der Berliner Stadt- und Volksbüchereien“ zusammen, dem auch der damals 29-jährige Wolfgang Herrmann angehörte. Im Rahmen dieses Ausschusses arbeitete er seine Schwarzen Listen weiter aus.
Die NS-Forschung ab den 1980er-Jahren hat belegt, dass weder die nationalsozialistische Bücherverbrennung vom 10. Mai 1933 noch die von Wolfgang Herrmann erstellte Schwarze Liste direkt vom Reichsministerium für Volksaufklärung und Propaganda in Auftrag gegeben oder gelenkt worden waren.
Die Organisation der Bücherverbrennung lag weitgehend in der Hand der Deutschen Studentenschaft (die durchaus vom Reichsministerium unterstützt wurde), und ebenso war Herrmanns Schwarze Liste aus Eigeninitiative des überzeugten nationalsozialistischen Bibliothekars entstanden; erst in den folgenden Jahren übernahmen Goebbels und sein Ministerium – nach längeren Machtkämpfen mit Alfred Rosenberg – die alleinige Lenkung der Schrifttumspolitik.
Mit der fortschreitenden Institutionalisierung der Schrifttumspolitik wuchs auch die Zahl der verbotenen Bücher und Autoren stetig an, vgl. Liste verbotener Autoren während der Zeit des Nationalsozialismus.
Herrmanns „Schwarze Liste“ hatte ursprünglich nur die Funktion, die indizierten Werke für die Ausleihe in Büchereien zu sperren. Es handelte sich dabei (in zeitgenössischer Terminologie) um:
- Wissenschaftliches Schrifttum des Marxismus und Kommunismus
- Aus dem Geiste volksentfremdeten Großstadtliteratentums hervorgegangene Asphaltliteratur
- Literatur, die das Erlebnis der Frontsoldaten in den Schmutz zieht
- Literatur, die die sittlichen und religiösen Grundlagen unseres Volkes untergräbt
- Schriften zur Verherrlichung der Weimarer Republik
- Schrifttum, welches das berechtigte Empfinden nationaler Kreise verletzt

## Verbrennungslisten
Auf Basis dieser „schwarzen Listen“ erstellte Wolfgang Herrmann weitere Listen, die er dann ab 26. April sukzessive an die „Aktion wider den undeutschen Geist“ übermittelte. Die Originale liegen im Staatsarchiv Würzburg (Akten der DSt, 21 C 14 /I). Unter Zuhilfenahme dieser Listen wurden nun die Universitäts- und Institutsbibliotheken durchsucht und ab 6. Mai 1933 Buchhandlungen und Leihbüchereien von studentischen Stoßtrupps heimgesucht und ihrer wertvollen Bestände beraubt. Die öffentlichen Stadt- und Volksbüchereien wurden dazu angehalten, ihre Bestände selbst zu „säubern“ und die ausgesonderten Bücher den Studentenschaften für die Bücherverbrennungen am 10. Mai zu übergeben.
Die Listen waren in folgende Sachgebiete unterteilt:
- Schöne Literatur (zunächst 71, dann 131 Schriftsteller und 4 Anthologien)[4]
- Geschichte (51 Autoren und 4 Anthologien)
- Kunst (8 Werke und 5 Monographien)
- Politik und Staatswissenschaften (121 Namen und 5 Werke ohne Verfasser)
- Literaturgeschichte (9 Verfassernamen)
- Religion, Philosophie, Pädagogik

Die Listen „Literaturgeschichte“ und „Religion, Philosophie, Pädagogik“ wurden erst am 10. bzw. am 16. Mai 1933 von der Studentenschaft verschickt, sodass sie bei den ersten Bücherverbrennungen noch nicht zur Anwendung gelangten.
Wenige Tage nach den Bücherverbrennungen am 10. Mai 1933 wurden die „schwarzen Listen“ am 16. Mai im „Börsenblatt für den Deutschen Buchhandel“ veröffentlicht, die Liste „Schöne Literatur“ wurde darin als „erste amtliche Schwarze Liste für Preußen“ gepriesen. Dr. Herrmann verlautbarte darin zur „Säuberung der öffentlichen Büchereien“:

„Die Aufgabe, die der öffentlichen Bücherei (Volksbücherei) im neuen Staat gestellt ist, entspricht der Losung Mussolinis: ‚Buch und Büchse – das ist mein Befehl‘. Damit ist gesagt, daß das kulturpolitische Ziel der Volksbüchereien in der geistigen Wehrhaftmachung, der totalen Mobilmachung des deutschen Menschen mit Hilfe des echtbürtigen Schrifttums liegt.“

Nach der Bücherverbrennung beeilten sich die einschlägigen Fachverbände, der „Börsenverein des deutschen Buchhandels“ und der „Reichsverband der deutschen Leihbüchereien“ – teilweise sogar in vorauseilendem Gehorsam – durch entsprechende Anordnungen bzw. Empfehlungen die „Ausmerzung undeutscher Literatur“ systematisch fortzusetzen, die „Säuberung“ von Bibliotheken und Verlagsprogrammen wurde landesweit fortgesetzt.
Die von Herrmann erstellten „Schwarzen Listen“ wurden fortlaufend ergänzt und erweitert, ein Jahr später umfassten sie mehr als 3000 Titel verbotener Bücher und Schriften. Auf einer „Liste des schädlichen und unerwünschten Schrifttums“, die ab 1935 regelmäßig herausgegeben wurde, fanden sich schließlich 12.400 Titel und das Gesamtwerk von 149 Autoren.

## Die verbrannten Bücher
Eine komplette Liste der „verbrannten Bücher“ zu erstellen ist unmöglich. Bereits die Liste „Schöne Literatur“, die der Studentenschaft am 26. April 1933 vom Bibliothekar Herrmann als erste übermittelt wurde, wurde mit dem Vermerk „Die Liste erhebt keinen Anspruch auf Ausschließlichkeit“ versehen, was in der Folge wohl auch für die anderen Listen gegolten hat, sodass davon ausgegangen werden muss, dass die auf den „schwarzen Listen“ indizierten Werke nur den Kern der tatsächlich verbrannten Bücher darstellten. Die örtlichen Veranstalter hatten ausdrücklich „jegliche Freiheit“ vom DSt-Hauptamt zugestanden bekommen:

„Als Grundlage für die symbolische Handlung im Verbrennungsakt ist die im folgenden gegebene Aufstellung zu benutzen und möglichst wörtlich die Rede des studentischen Vertreters zugrunde zu legen. Da es praktisch in den meisten Fällen nicht möglich sein wird, die gesamten Bücher zu verbrennen, dürfte eine Beschränkung auf das Hineinwerfen der in der folgenden Aufstellung angegebenen Schriften zweckmässig sein. Es wird dadurch nicht ausgeschlossen, dass trotzdem ein grosser Haufen Bücher verbrannt wird. Die örtlichen Veranstalter haben dabei jegliche Freiheit.“

Dieses Rundschreiben des DSt-Hauptamts erklärte die Verbrennung der Werke folgender 15 Autoren, die in den neun Feuersprüchen genannt wurden, als verbindlich: Karl Marx, Karl Kautsky, Heinrich Mann, Ernst Glaeser, Erich Kästner, Friedrich Wilhelm Foerster, Sigmund Freud, Emil Ludwig, Werner Hegemann, Theodor Wolff, Georg Bernhard, Erich Maria Remarque, Alfred Kerr, Kurt Tucholsky und Carl von Ossietzky (genauer Wortlaut siehe: Bücherverbrennung 1933), jedoch fanden sich weder Theodor Wolff noch Georg Bernhard oder Carl von Ossietzky auf den „schwarzen Listen“.
Aufgrund der zugestandenen „Freiheit“ bei der Auswahl der Bücher nahm etwa die Universität Halle-Wittenberg in ihre Liste zusätzlich noch Autoren wie Heinrich Heine, Klabund, Frank Wedekind, Albert Ehrenstein, Carl Zuckmayer und Friedrich Hollaender auf. Die Verbrennung von Werken Thomas Manns ist zumindest für Hannover, Hamburg, Göttingen und Köln belegt (obwohl in Köln der Germanist Ernst Bertram versucht hatte, gegen die Verbrennung zu intervenieren), ohne dass sich Thomas Mann auf der Liste „Schöne Literatur“ befunden hätte. Im Begleittext der Liste „Geschichte“ wurde die Entfernung sämtlicher pazifistischer, defätistischer und pro-bolschewistischer Literatur eingefordert, ohne dass diese Werke einzeln aufgeführt waren.

## Zeitungsbericht
Eine „Säuberung“ der Städtischen Volksbücherei Heidelberg wurde zeitnah in dem Zeitungsbericht Raus mit dem Plunder. Städtische Bücherei räumt aus und baut auf am 20. Oktober 1937 geschildert:

„Aus einem Holzschuppen im Hofe, dem Pg. Zink den herrlichen Namen ‚Judenstall‘ gegeben hat, holen fleißige Hände immer neue Stöße dieses geduldigen Papiers heran. Der Name wird verlesen und dann das Exkrement überhitzter Phantasten mit Schwung in die Ecke gefeuert.“

Es wurde aber nicht nur „Säuberung“, sondern auch „Neuaufbau“ betrieben. Im gleichen Zeitungsbericht heißt es, der Oberbürgermeister von Heidelberg habe 1000 Reichsmark gestiftet, um die Umstellung des Literaturangebotes zu unterstützen:

„Für diese Summe werden Bücher über die Wehrmacht, über den Kampf gegen den Bolschewismus, über Volkstum und Heimat angeschafft. Nagelneue Bände mit abwaschbaren Einbänden finden auf den freigewordenen Regalen Platz.“

## Die Listen des Bibliothekars Herrmann

### Schöne Literatur
Die Schwarze Liste „Schöne Literatur“ ging mit einem Begleitschreiben Herrmanns am 2. Mai 1933 beim DSt-Hauptamt ein:

„Die vorliegende Liste nennt alle Bücher und alle Autoren, die bei der Säuberung der Volksbüchereien entfernt werden können. Ob sie alle ausgemerzt werden müssen, hängt davon ab, wie weit die Lücken durch gute Neuanschaffungen aufgefüllt werden. Die Liste sagt nichts aus über den faktischen Bestand der einzelnen Büchereien. Sie gilt nur als allgemeines Hilfsmittel für Bibliothekare und Kommissare, die mit der Säuberung beauftragt sind.“

| - Anthologie jüngster Lyrik - Anthologie jüngster Prosa - Asch, Nathan - Asch, Schalom - Babel, Isaac - Budjonnys Reiterarmee - Barbusse, Henri - Barthel, Max - Die Mühle zum toten Mann - Becher, Johannes R. - Beer-Hofmann, Richard - Birkenfeld, Günther - Bley, Fritz – alles - (außer:) Tier- und Jagdgeschichten - Bobinskaja, Elena - Bogdanow, Nikolai - Das erste Mädel - Bonsels, Waldemar – alles - (außer:) Biene Maja, Himmelsvolk, Indienfahrt - Braune, Rudolf - Mädchen an der Orga Privat - Brecht, Bertolt - Breitbach, Joseph - Rot gegen Rot - Brod, Max – alles - (außer:) Tycho Brahe - Brück, Christa Anita - Schicksale hinter Schreibmaschinen - Carr, Robert - Doeblin, Alfred – alles - (außer:) Wallenstein - Dos Passos, John - Dreißig neue Erzähler des neuen Russlands - Dreißig neue deutsche Erzähler - Ebermayer, Erich - Die Nacht in Warschau - Edschmid, Kasimir – alles - (außer:) Timur, Die 6 Mündungen - Ehrenburg, Ilja – alles - (außer:) Grachus Badoeuf - Essig, Hermann - Ewers, Hans H. - Vampir, Alraune - Felden, Emil - Eines Menschen Weg - Feuchtwanger, Lion - Fink, Georg - Frank, Leonhard – alles - (außer:) Räuberbande, Ochsenfurter Männerquartett - Frey, Alexander - Pflasterkästen - Geist, Rudolf - Gladkow, Fjodor - Gläser, Ernst - Goll, Iwan - Gorki, Maxim - Der Spitzel, Märchen der Wirklichkeit, Eine Beichte, - Wie ein Mensch geboren ward, Das blaue Leben - Graf, Oskar Maria – alles - (außer:) Wunderbare Menschen, Kalendergeschichten - Gruenberg, Karl - Hašek, Jaroslav | - Hasenclever, Walter - Hemingway, Ernest - In einem anderen Land - Hermann, Georg - Kubinke, Schnee, Die Nacht des Dr. Herzfeld - Hirsch, Karl Jakob - Vorbestraft, Kaiserwetter - Hofbauer, Josef - Der Marsch ins Chaos - Hoffmann, Richard - Frontsoldaten - Holitscher, Arthur - Hotopp, Albert - Ilf, Ilja; Petrow, Jewgeni - 12 Stühle - Illés, Béla - Inber, Vera - Jacob, Heinrich Eduard - Blut und Zelluloid - Johannsen, Ernst - Vier von der Infanterie - Kaestner, Erich – alles - (außer:) Emil und die Detektive - Kallinikow, Josef - Katajew, Valentin - Kaus, Gina - Kellermann, Bernhard - Der 9. November - Kerr, Alfred - Kesten, Hermann - Keun, Irmgard - Kisch, Egon Erwin - Klaeber, Kurt - Köppen, Edlef - Heeresbericht - Kollontay, Alexandra - Kurtzig, Heinrich - Dorfjuden - Kusmin, Michail - Latzko, Andreas - Lampel, Peter Martin - nur: Verratene Jungen, Revolte im Erziehungshaus - Leidmann, Eva - Leitner, Maria - Hotel Amerika - Leonow, Leonid - Aufbau - Lernet-Holenia, Alexander - Lewisohn, Ludwig - Das Erbe im Blut - Libedinsky, Juri N. - Lidin, Wladimir - Liepmann, Heinz - Linck, Otto - Kameraden im Schicksal - London, Jack - Martin Eden, Zwangsjacke, Die eiserne Ferse - Ludwig, Emil - Mann, Heinrich - Mann, Klaus - Meyer-Eckhardt, Viktor - nur: Das Vergehen des Paul Wendelin - Meyrink, Gustav | - Michael, Friedrich - Die gut empfohlene Frau - Neumann, Robert – alles - (außer:) Mit fremden Federn - Newerow, Alexander S. - Ognjew, Nikolai - Olbracht, Ivan - Ottwalt, Ernst - Panfjorow, Fjodor - Pantelejew, Leonid - Pinthus, Kurt - Plivier, Theodor - Regler, Gustav - Remarque, Erich Maria - Renn, Ludwig - nur: Nachkrieg - Ringelnatz, Joachim - Roth, Joseph - Rubiner, Ludwig - Rümann, Arthur - Sachs, Nelly - Sanzara, Rahel - Schaeffer, Albrecht - Elli oder die sieben Treppen - Schirokauer, Alfred - Schirokauer, Arno - Schlump (d. i. Herbert Grimm) - Schnitzler, Arthur – alles - (außer:) Der Weg ins Freie - Schröder, Karl - Seifullina, Lidija alles - (außer:) Der Ausreißer - Seghers, Anna - Sinclair, Upton - Sochaczewer, Hans - Soschtschenko, Michail - Serafimowitsch, Alexander - Der eiserne Strom - Sologub, Fjodor - Suttner, Bertha von - Die Waffen nieder - Tetzner, Lisa - Hans Urian - Thomas, Adrienne - Tokunaga, Sunao - Toller, Ernst - Traven, B. - Regierung, Der Karren - Tucholsky, Kurt - Türk, Werner - Ulitz, Arnold - Ararat, Worbs, Testament - Unruh, Fritz von – alles - (außer:) Offiziere, Louis Ferdinand - Vanek, Karl - Wassermann, Jakob - Wedding, Alex - Ede und Unku - Wegner, Armin T. - Weiskopf, F. C. - Werfel, Franz – alles - (außer:) Barbara, Verdi, Tod des Kleinbürgers - Wöhrle, Oskar - Querschläger - Zweig, Arnold - Zweig, Stefan |

### Geschichte
Generell:

„a.) Aus der Abteilung Geschichte des Weltkrieges sämtliche pazifistische und defätistische Literatur entfernen.

b.) Aus der Abteilung Geschichte Russlands (Gr) sämtliche probolschewistische Parteiliteratur entfernen.“

| - Astrow, Walentin, Slepkow, Alexander, Thomas, J. - Illustrierte Geschichte der Russischen Revolution - Barbusse, Henri (1873–1935) - 159 Millionen - Bauer, Otto - Die österreichische Revolution - Beer, Max – alles - Allgemeine Geschichte des Sozialismus und der sozialen Kämpfe u. a. - Blos, Wilhelm - Von der Monarchie zum Volksstaat - Blum, Oscar - Russische Köpfe - Cunow, Heinrich - Der Ursprung der Religion und des Gottesglaubens - Dan, Theodor - Sowjetrußland, wie es wirklich ist – Deutsche Einheit – Deutsche Freiheit – Gedenkbuch zum Verfassungstag 1929 - Dreiser, Theodore - Sowjetrußland - Eisner, Kurt – alles - Welt werde froh. Ein Kurt-Eisner-Buch. Zum 10. Jahrestage der Ermordung Kurt Eisners, [Aus d. Nachlaß Kurt Eisners zs. Gest. von Erich Knauf], Berlin, Büchergilde Gutenberg 1929, 213 S. - Fischer-Baling, Eugen - Die kritischen 39 Tage von Sarajewo bis zum Weltbrand, Ullstein, Berlin 1928, 277 S. - Volksgericht – Die Deutsche Revolution von 1918 als Erlebnis und Gedanke, Rowohlt, Berlin 1932, 262 S. - Gumbel, Emil – alles - Hahn, Paul - Erinnerungen aus der Revolution in Württemberg - Hegemann W. Ellwald, Fr. v. - Sittenspiegel (Bd. 1–2) - Hobohm, Martin - Untersuchungsausschuss und Dolchstoßlegende - Holitscher, Arthur - Drei Monate in Sowjet-Russland. - Hurwicz, Elias - Geschichte der jüngsten russischen Revolution Kamerad im Westen - Kampffmeyer, Paul; Altmann, Bruno - Vor dem Sozialistengesetz - Kantorowicz, Hermann U. - Der Geist der Englischen Politik und die Legende von der Einkreisung Deutschlands - Kautsky, Karl (1854–1938) - Karl Marx’s oekonomische Lehren. gemeinverständlich dargestellt und erläutert, Stuttgart 1887, 259 S. - Kersten, Kurt (Pseud. Georg Forster) (1891–1962) - Bismarck und seine Zeit. [Ausstattung von Paul Urban], Berlin, Neuer Deutscher Verlag 1930, 544 S. - Kisch, Egon Erwin – alles - China geheim. Berlin, Reiß, 1933, 280 S. - Egon Erwin Kisch beehrt sich darzubieten: Paradies Amerika. Berlin, Reiss 1930, 347 S. - Kleinberg, Alfred - Die europäische Kultur der Neuzeit - Ludwig, Emil – alles - Luxemburg, Rosa – alles - Die Krise der Sozialdemokratie (Juniusbroschüre). mit e. Einleitung von Clara Zetkin, Berlin, Rote Fahne 1919, XI, 100 S. - Briefe aus dem Gefängnis. Hrsg. vom Exekutivkomitee der Kommunistischen Jugendinternationale (die Ausstattg. bes. Karl Gossow), Berlin 1927, 79 S., mit 1 eingedr. Faks. und 1 eingekl. Abb. - Sozialreform oder Revolution. Leipzig, Vulkan-Verlag 1919, 90 S. - Marcu, Valeriu - Schatten der Geschichte - Mehring, Franz – alles - Die Lessing-Legende. Zur Geschichte und Kritik des preußischen Despotismus und der klassischen Literatur. Berlin: Dietz 1926, 426 S. - Deutsche Geschichte vom Ausgang des Mittelalters. Ein Leitfaden für Lehrende und Lernende. Berlin, Dietz 1923, 238 S. - Arche Noah SOS. Neues, trostreiches Liederbuch. Berlin, Fischer 1931, 158 S. | - Merkenschlager, Friedrich - Götter, Helden und Günther - Müller-Franken, Hermann - Die November-Revolution - Noske, Gustav - Von Kiel bis Kapp - Olberg, Oda - Briefe aus Sowjetrußland - Pjatnickij, Osip Aronovitsch - Aufzeichnungen eines Bolschewiks, Erinnerungen aus den Jahren 1896 – 1917. Wien/Berlin, Verlag für Literatur und Politik 1927, 305 S. - Reed, John - Zehn Tage, die die Welt erschütterten. Mit e. Vorw. von Egon Erwin Kisch, Wien, Verlag für Literatur und Politik 1927, XXIII, 345 S. - Deutsche Revolution - Eine Sammlung zeitgen. Schriften - Rosenberg, Arthur - Die Entstehung der deutschen Republik 1871 – 1918. Berlin, Rowohlt 1928, 283 S. - Rühle, Otto (1874–1943) - Illustrierte Kultur und Sittengeschichte des Proletariats - Schäffer, Julius - Die Zerstörung des Volksgedankens durch den Rassenwahn - Schapowalow, Alexander - Auf dem Weg zum Marxismus - Schiff, Fritz - Die großen Illusionen der Menschheit - Schiff, Victor - So war es in Versailles - Severing, Carl - 1919/20 im Wetter- und Wetterwinkel - Sforza, Carlo - Gestalten und Gestalter des neuen Europa – Die europäischen Diktaturen - Slang, F. - Panzerkreuzer Potemkin - Sommer, Bruno - Geschichte der Religionen (Bd. 1–2) - die Bibel - Stalin, Jossif W. - Auf dem Weg zum Oktober - Trotzki, Leo - Tschuppik, Karl - Ludendorff - Wegner, A. T. - Fünf Finger über Dir - Wehrlos hinter der Front - Wells, Herbert G. - Die Geschichte unserer Welt. - Grundlinien der Weltgeschichte - Wie würde ein neuer Krieg aussehen? - Untersuchung, eingel. von der Interparlamentären Union - Wittfogel, Karl A. |

### Kunst
| - Dix, Otto (1891–1969) - Der Krieg. 24 Offsetdrucke nach Originalen aus dem Radierwerk, Nierendorf, Berlin 1924, 24 Bl. - Grosz, George (d. i. Georg Ehrenfried Groß) (1893–1959) – alles - (z. B.) Das neue Gesicht der herrschenden Klasse. Berlin, Malik-Verlag 1930, 126 S. - (z. B.) Die Gezeichneten. 60 Blätter aus 15 Jahren, Berlin, Malik-Verlag 1930, 128 S. - (z. B.) Die Kunst ist in Gefahr (gemeinsam mit Wieland Herzfelde), 3 Aufsätze [Einband und Schlußzeichnungen von George Grosz], Berlin, Malik-Verlag (1925), 44 S. mit Abb. (= Malik-Bücherei, Band 3) - Knauf, Erich - Empörung und Gestaltung (gemeint ist: Empörung und Gestaltung – Künstlerprofile von Daumier bis Kollwitz) - Daumier („Daumier selbst bleibt in den Büchereien“) - Märten, Lu (d. i. Louise Charlotte Märten) (1879–1970) - Historisch-Materialistisches über Wesen und Veränderung der Künste Berlin, Junge Garde [1921], 67 S. (= Internationale Jugendbibliothek, Band 15) | - Masereel, Frans nur („alles andere von Masereel bleibt!“): - Bilder aus der Großstadt - Monographien über: - Chagall - Klee - Lautre (gemeint ist: Henri Toulouse-Lautrec) - Meitner (gemeint ist wohl Ludwig Meidner) - Roessel, Karl - Siemsen, Anna - Politische Kunst und Kunstpolitik, Berlin 1927 - Sinclair, Upton (1878–1968) - Die goldene Kette oder Die Sage von der Freiheit der Kunst. autor. Übers. aus d. amerik. Ms. von Hermynia zur Mühlen, Berlin, Malik-Verlag 1928. - Wolfradt, Willi - Otto Dix |

### Politik und Staatswissenschaften
„Vorbemerkung: Die restlose Sperrung der Abteilung Sozialismus geht zu weit, in jedem Fall ist das nicht- und vormarxistische deutsche Schrifttum zum Sozialismus von der Sperrung auszunehmen. Zum Ersatz für die ausrangierten marxistischen Bücher empfiehlt es sich, das parteifreie Arbeiterschriftentum vor allem aus den Abteilungen Arbeiterfrage, Sozialpolitik, Genossenschaftswesen, Bevölkerungsfrage, Arbeitsdienst mehr in Verkehr zu bringen. Außerdem ist darauf zu achten, dass gerade von der Literatur des wissenschaftlichen Marxismus je 1 Exemplar im Giftschrank der Studien-, Haupt- und Stadtbüchereien aufgehoben wird.“

| - Abraham, Rudolf - Die Theorie des modernen Sozialismus - Abramowitsch, Mark - Hauptprobleme der Soziologie - Adler, Max (1873–1937) – alles - Asch, Käthe - Die Lehre Charles Fouriers - Aufhäuser, Siegfried (1884–1969) – alles - Balabanoff, Angelica – alles - Barbusse, Henri (1873–1935) - Die Henker - 150 Millionen - Baur, Ludwig (gemeint ist: Ludwig Bauer, 1876–1935) - Morgen wieder Krieg - Die öffentliche Meinung [gemeint ist vermutlich Die öffentliche Meinung in der Weltgeschichte von Wilhelm Bauer] - Bauer, O. – alles - Bebel, August (1840–1913) - Die Frau und der Sozialismus, Stuttgart 1895, 472 S. - Bernstein, Eduard (1850–1932) – alles - (z. B.) Erinnerungen eines Sozialisten. Teil 1: Aus den Jahren meines Exils. Völker zu Hause, Berlin, Reiß 1918, 306 S. - Bernstein, Fritz (1890–1971) - Der Antisemitismus als Gruppenerscheinung. Versuch einer Soziologie des Judenhasses, Berlin, Jüdischer Verlag 1926, 222 S. - Blos, Anna; Geyer, Anna; Schreiber, Adele; Schroeder, Louise - Die Frauenfrage im Licht des Sozialismus - Borchardt, Julian - Einführung in den wissenschaftlichen Sozialismus - Brupbacher, Fritz - Marx und Bakunin - Bucharin, Nikolaj Ivanovič (1888–1938) - Die internationale Lage und die Aufgaben der kommunistischen Internationale. Bericht der Delegation der KPSU (B) beim EKKI an den 15. Parteitag, Hamburg, Berlin, Hoym 1928, 69 S. - Programm der Kommunisten (Bolschewiki) Berlin, Rote Fahne 1919, 127 S. - Cohnstaedt, Wilhelm - Die Agrarfrage - Coudenhove-Kalergi, Richard – alles - Cunow, Heinrich - Allgemeine Wirtschaftsgeschichte Bd. 4 - Danneberg, Robert - Zehn Jahre neues Wien - Deutsch, Julius - Wehrmacht und Sozialdemokratie - Deutsch, Otto - Das Räderwerk des Roten Betriebes - Dittmann, Wilhelm - Die Marinejustizmorde 1917 - Drehn - Lohnarbeit und Kapital - Eckstein, Gustav - Kapitalismus und Sozialismus - Ehinger, Otto - Die sozialen Ausbeutungssysteme - Engels, Friedrich (1820–1895) – Sämtliche Schriften - (außer:) Der deutsche Bauernkrieg - (außer:) Die Lage der arbeitenden Klasse in England - (außer:) Ludwig Feuerbach und der Ausgang der klassischen deutschen Philosophie - (z. B.) Ursprung der Familie, des Privateigenthums und des Staates. Im Anschluss an Lewis H. Morgan’s Forschungen, Stuttgart 1896, 188 S. (= Die internationale Bibliothek, Band 11) - Erkelenz, Anton - 10 Jahre deutsche Republik - Fabian, Walter (1902–1992) - Die Kriegsschuldfrage. Grundsätzliches und Tatsächliches zu ihrer Lösung, Leipzig: Oldenbourg [1925], 126 S. - Feiler, Arthur - Das Experiment des Bolschewismus - Fischer, Louis - Oelimperialismus - Foerster, Friedrich Wilhelm (1869–1966) – alles - (z. B.) Lebensführung. Ein Buch für junge Menschen, neue Ausgabe, Berlin [u. a.], de Gruyter 1922, VIII; 313 S. - Fraenkel, Ernst - Soziologie der Klassenjustiz - Freymuth, Arnold - Sozialdemokratie und Berufsbeamtentum - Fried, Alfred H. - Handbuch der Friedensbewegung - Goetz, Walter - Deutsche Demokratie - Graf, G. E. – alles - Gumbel, Emil J. - Verräter verfallen der Feme - Verschwörer - Vier Jahre politischer Mord - Heimann, Eduard - Kapitalismus und Sozialismus - Sozialistische Wirtschafts- und Arbeitsordnung - Hermes, Gertrud - Die geistige Gestalt des marxistischen Arbeiters und die Arbeiterbildungsfrage - Heuss, Theodor - Führer aus deutscher Not, Hitlers Weg - Hilferding, Rudolf - Das Finanzkapital, Die Schicksalsstunde der deutschen Wirtschaftspolitik - Hillquit, Morris - Der Sozialismus - Hobohm, Martin - Dolchstoßlegende - Hodann, Max - Geschlecht und Liebe - Hoelz, Max – alles - Hofbauer, Josef - Im roten Wien - Ilgenstein, Wilhelm - Die religiöse Gedankenwelt des Sozialismus - Juchacz, Marie - Arbeitswohlfahrt - Jugow, Aron - Fünfjahresplan, Die Volkswirtschaft der Sowjetunion - Kampffmeyer, Paul - Geschichte der med. Gesellschaftsklassen in Deutschland - Kautsky, Karl – alles - (außer:) Der Bolschewismus in der Sackgasse - Kobler, Franz - Gewalt und Gewaltlosigkeit - Korn, Karl - Die Weltanschauung des Sozialismus - Korsch, K. - Marxismus und Philosophie - Kracauer, Siegfried (1889–1966) - Die Angestellten. Aus dem neuesten Deutschland. Frankfurt a. M., Societäts-Verlag 1930, 148 S. - Krischanowski, Michael - Die Planwirtschaftsarbeit in der Sowjetunion - Krische, Paul – alles (Freidenkerverlag) - Kurella, Alfred - Mussolini ohne Maske - Landauer, Gustav - Aufruf zum Sozialismus - Lassalle, Ferdinand – alles - (außer:) Assisenreden - (außer:) Über den besonderen Zusammenhang der gegenwärtigen Geschichtsperiode mit der Idee des Arbeiterstandes - Lenin – alles - (außer:) Der Radikalismus die Kinderkrankheit des Kommunismus - (außer:) Die Revolution von 1917 - Lepinski, Franz - Die jungsozialistische Bewegung | - Lichtenberger, Henri - Deutschland und Frankreich - Liebknecht, Karl (1871–1919) - Klassenkampf gegen den Krieg - Reden und Aufsätze - Militarismus und Anti-Militarismus - Studien über die Bewegungsgesetze der gesellschaftlichen Entwicklung - Briefe aus dem Felde, aus der Untersuchungshaft und aus dem Zuchthaus. Unter Mitarb. d. Frau Karl Liebknechts hrsg. von Franz Pfemfert, Berlin-Wilmersdorf, Verlag der Wochenschrift ‚Die Aktion‘ 1920, 138 S. mit Abb. - Politische Aufzeichnungen aus dem Nachlaß. Geschrieben in den Jahren 1917–1918. Unter Mitarb. von Sophie Liebknecht mit einem Vorwort und mit Anm. versehen von Franz Pfemfert, Berlin-Wilmersdorf, Verlag der Wochenschrift ‚Die Aktion‘ 1921, 162 S. (= Politische Aktionsbibliothek, Band 10). - Lindsey, Benjamin B. - Kameradschaftsehe - Lion, Hilde (1893–1970) - Zur Soziologie der Frauenbewegung. Die sozialistische und die katholische Frauenbewegung. Berlin, Herbig, 1926, 175 S. - Lipinski, Richard - Die Sozialdemokratie - Lowitsch, Alfred - Energie, Planwirtschaft, Sozialismus - Lukács, Georg (1885–1971) - Geschichte und Klassenbewusstsein. Studien über marxistische Dialektik, Berlin, Malik Verlag, 1923, 343 S. - Lunatscharski, Anatoli (1875–1933) - Kulturaufgaben der Arbeiterklasse. Allgemeine Kultur und Klassenkultur, Berlin, Die Aktion 1919, 29 S. - Luxemburg, Rosa (1871–1919) – alles (z. B.) - Die Krise der Sozialdemokratie (Juniusbroschüre). mit e. Einleitung von Clara Zetkin, Berlin, Rote Fahne 1919, XI, 100 S. - Briefe aus dem Gefängnis. Hrsg. vom Exekutivkomitee der Kommunistischen Jugendinternationale (die Ausstattg. bes. Karl Gossow), Berlin 1927, 79 S., mit 1 eingedr. Faks. und 1 eingekl. Abb. - Sozialreform oder Revolution. Leipzig, Vulkan-Verlag 1919, 90 S. - Man, Hendrik de (1885–1953) – alles - (außer:) ‘‘Der Kampf um die Arbeitsfreude - z. B.: Die sozialistische Idee. Jena, Diederichs 1933, 343 S. - Mann, Heinrich (1871–1950) - Macht und Mensch - Mann, Thomas - Von deutscher Republik - Deutsche Aussprache - Marck, Siegfried – alles - Marx, Karl – alles - Mehring, Franz – alles - Mennicke, Carl - Der Sozialismus als Bewegung und Aufgabe - Naphtali, Fritz - Wirtschaftsdemokratie - Nenni, Pietro (1891–1980) - Todeskampf der Freiheit. [Originaltitel: Six ans de guerre civile en Italie]. Berlin, Dietz 1930,188 S. - Nitti, Francesco S. - Bolschewismus, Faschismus und Demokratie - Nölting, Erik - Einführung in die Theorie der Volkswirtschaft - Olberg, Oda - Der Fascismus in Italien, Die Entartung in ihrer Kulturbedingtheit - Oppenheimer, Franz - Die soziale Frage, Das Grundgesetz der marxistischen Gesellschaft - Otto, Berthold - Mammonismus, Militarismus, Krieg und Frieden (1918) - Pannekoek, Anton - Marxismus und Darwinismus - Paschitnow, Konstantin - Die Lage der arbeitenden Klassen - Piechowski, Paul - Proletarischer Glaube - Popp, Adelheid (1869–1939) - Der Weg zur Höhe. Die sozialdemokratische Frauenbewegung Österreichs; ihr Aufbau, ihre Entwicklung und ihr Aufstieg, Wien: Frauenzentralkomitee der Sozialdemokratischen Arbeiterpartei Deutschösterreichs, 1929, 149 S. - Preuss, Hugo (1860–1925) - Verfassungspolitische Entwicklungen in Deutschland und Westeuropa. Historische Grundlegung zu einem Staatsrecht der Deutschen Republik. Aus dem Nachlaß von Dr. Hugo Preuß (ehem. Reichsminister), hrsg. und eingel. von Hedwig Hintze, Berlin, Heymann 1927, 487 S. - Radbruch, Gustav - Kulturlehre des Sozialismus - Rathenau, Walther (1867–1922) - Der neue Staat.** Berlin, Fischer 1922, 73 S. - Renner, Karl - Der geistige Arbeiter in der gegenwärtigen Gesellschaft - Die Wirtschaft als Gesamtprozess… - Marxismus, Krieg und Internationale - Rosenbaum, Eduard - Ferdinand Lassalle - Paul von Schoenaich – alles - Seger, Gerhart - Arbeiterschaft und Pazifismus - Sinclair, Upton (1878–1968) - Religion und Profit - Sinowjew, Grigorij - Die Geschichte der kommunistischen Partei Rußlands - Stalin, Jossif W. (1878–1953) - Lenin und der Leninismus. Wien, Verlag für Literatur und Politik 1924, 164 S. - Sternberg, Fritz - Der Imperialismus, Der Niedergang des deutschen Kapitalismus - Stier-Somlo, Fritz – alles (außer den kommunalpolitischen Schriften) - Stillich, Oskar – alles - Striemer, Alfred - Zur Kritik der freien Wirtschaft - Ströbel, Heinrich - Steuerschande und Wirtschaftstrug - Suhr, Otto (1894–1957) - Die Welt der Wirtschaft vom Standort des Arbeiters. Eine Einführung in das Verständnis des kapitalistischen Wirtschaftsgebäudes und eine Anleitung zur Beobachtung des kapitalistischen Wirtschaftslebens. Jena, Verlag Gewerkschaftsarchiv 1926. 191 S. (= Gewerkschaftsarchiv-Bücherei, Band 4) - Suttner, Bertha von (1843–1914) - Die Waffen nieder! Eine Lebensgeschichte. Berlin 1919, 288 S. - Tichauer, Theodor - Soziale Bildung - Tillich, Paul (1886–1965) - Die sozialistische Entscheidung. Potsdam, Protte 1933, 201 S. - Toller, Ernst (1893–1939) - Justiz. Erlebnisse, Berlin, Laub 1927, 146 S. - Trotzki, Leo (1879–1940) – alles - (z. B.) Literatur und Revolution. [aus d. Russ. von Frida Rubiner], Wien, Verlag für Literatur und Politik 1924, 179 S. - (z. B.) Mein Leben. Versuch einer Autobiographie. Autor. Übers. nach dem russ. Manuskript von Alexandra Ramm, Berlin, Fischer 1930, XVI, 569 S., Ill. - Urbantschitsch, Rudolf - (z. B.) Die Probeehe - Velde, Theodor H. van de - Die Abneigung in der Ehe - Vorländer, Karl (1860–1928) - Kant, Fichte, Hegel und der Sozialismus. Berlin, Cassirer 1920, 105 S. - Wehberg, Hans - Die Führer der deutschen Friedensbewegung - Grundprobleme des Völkerbundes - Weisengrün, Paul - Marxismus - Weiß, Friedrich - Politisches Handbuch - Weitsch, Eduard - Zahlen, die uns angehen - Werke ohne Verfasser - Das Heidelberger Programm - Protokolle über die Verhandlungen des Parteitages der S.P.D - Weißbuch über die Schwarze Reichswehr (Liga für Menschenrechte) - 10 Jahre Weimarer Verfassung. 1929 - Zusammenstellung von Reden zum Verfassungstag - Eggert-Windegg, Walther - Arme und Reiche - Wittfogel, Karl A. – alles - (außer:) Das erwachende China - Woker, Gertrud - Der kommende Gift- und Brandkrieg und seine Auswirkungen gegenüber der Zivilbevölkerung - Ziegler, August - Schwurzeugen des Antisemitismus? |